# Okenia aspersa
Okenia aspersa (Alder & Hancock, 1845) è un mollusco nudibranchio della famiglia Goniodorididae.